# Marlena Pecyna
Marlena Pecyna – polska prawniczka, dr hab. nauk prawnych, profesor nadzwyczajny Katedry Prawa Cywilnego Wydziału Prawa i Administracji Uniwersytetu Jagiellońskiego.

## Życiorys
W 2002 ukończyła studia w zakresie prawa na Uniwersytecie Jagiellońskim, natomiast 23 czerwca 2008 obroniła pracę doktorską Rosyjska koncepcja naruszenia zobowiązania w świetle harmonizacji prawa zobowiązań, 28 kwietnia 2014 habilitowała się na podstawie pracy zatytułowanej Merger clause jako zastrzeżenie wyłączności dokumentu, klauzula integralności umowy, reguła wykładni umowy.
Objęła funkcję profesora nadzwyczajnego w Katedrze Prawa Cywilnego na Wydziale Prawa i Administracji Uniwersytetu Jagiellońskiego.